# Juan Ignacio Dinenno
Juan Ignacio Dinenno  (Rosario, Santa Fe, Argentina; 29 de agosto de 1994), es un futbolista argentino. Juega como delantero y actualmente milita en el São Paulo F. C. de la Serie A de Brasil.

## Trayectoria
Se inició en el Club Provincial y luego pasó a las inferiores de Rosario Central, donde fue dejado con el pase en su poder. Luego pasó a Racing Club, equipo en el que debutó el 13 de octubre de 2013 en cancha de Quilmes AC contra Estudiantes de la Plata, con Nacho González como técnico. Es en su tercer partido en primera, contra Quilmes AC, convirtió su primer gol en la Primera de Racing. El encuentro terminó 1 a 1.

### Temperley
En julio de 2014 es cedido a préstamo a Club Atlético Temperley.
Convierte su primer gol en el gasolero en la fecha 2 del torneo de transición, en un partido disputado contra Sarmiento de Junín. Su gol más recordado es un tiro libre, de visitante, en el último minuto del encuentro en el "clásico" contra Banfield marcando el 1-0 final. Tras ascender y terminar su contrato y volver a Racing Club, la Academia lo cedió a préstamo nuevamente hasta diciembre de 2015.[cita requerida]

### Aldosivi
En enero de 2016 Facundo Sava le comunicó que no lo tendría en cuenta para el primer equipo y es cedido por 18 meses sin opción de compra a Aldosivi para reemplazar la partida del goleador José Sand. Marcó su único gol en el tiburón en la derrota 2-1 contra Olimpo de Bahía Blanca.

### Deportivo Cuenca
Al no tener el rendimiento esperado en Aldosivi, para el 2017 es contratado por el equipo morlaco y debuta con un gol de cabeza frente al actual campeón del torneo ecuatoriano. Este gol fue el primero de la Serie A de Ecuador.

### Barcelona Sporting Club
Fichó por Barcelona Sporting Club, se vincula por un año a préstamo (los derechos deportivos del jugador pertenecen a Racing Club de la Primera División de Argentina), tras sus 21 goles de la campaña pasada, 2 en Sudamericana (uno de tijera y uno dejando en camino a varios rivales desde la mitad de la cancha) y los 19 goles que realizó en el torneo nacional pasado.[cita requerida]

### Deportivo Cali
Llega al conjunto azucarero para el primer semestre del 2019, cedido por el Racing de Avellaneda. En su debut marca dos goles, uno de "media chalaca" y otro de penalti, dándole con esto el triunfo al conjunto caleño 2-0 ante el Atlético Bucaramanga, posteriormente marca gol en los siguientes 5 partidos convirtiéndose rápidamente en pieza fundamental del equipo, el 2 de febrero marca en el empate a un gol contra el Atlético Huila, el 14 marca en el 2 por 1 sobre el Deportes Tolima y el 19 marca nuevamente en el 2-1 contra Unión Magdalena. El 7 de marzo marca doblete en la goleada 3 por 0 como visitante ante Patriotas Boyacá, el 31 de marzo marca en el 2-0 sobre Cúcuta Deportivo. El 14 de abril le da la victoria a su club por la mínima en el clásico caleño sobre el América de Cali, a los seis días marca los dos goles de la victoria 2 a 1 en su visita a Independiente Santa Fe, el 27 marca en el 2-1 sobre Rionegro Águilas.
Su primer gol del Torneo Finalización lo hace el 20 de julio en la goleada 4 por 0 sobre Jaguares de Córdoba, el 3 de agosto marca en el 2 a 0 sobre La Equidad. Vuelve a marcar doblete el 28 de septiembre en la victoria 3 por 1 sobre Patriotas Boyacá.

### Pumas de la UNAM
El 21 de enero de 2020 se hace oficial su fichaje  con el Club Universidad Nacional, conocidos como los Pumas de la UNAM de la Liga MX. En la vuelta de los octavos de final de la Copa México, marcó su primer gol con el club, contra Club Santos Laguna. En su primer año con Pumas anotó 16 tantos, siendo el goleador del equipo y subcampeón en su segundo torneo con los universitarios.
En el año 2022, disputa la Concachampions teniendo un gran rendimiento anotando 9 goles en la fase final de la competición, incluyendo un doblete en la Final de Ida vs el Seattle Sounders que finalizaría 2-2, pese a su gran capacidad goleadora el equipo perdería 3-0 la final de vuelta y se quedaría con el subcampeonato de dicha copa.
Dinenno abandonaría al Club Universidad Nacional a finales del 2023, siendo el décimo máximo goleador histórico del club.

### Cruzeiro Esporte Clube
El 8 de enero de 2024 se hizo oficial su llegada al cuadro brasileño Cruzeiro Esporte Clube del Campeonato Brasileño de Serie A.
El 30 de marzo de 2024, Dinenno anotó el segundo gol de Cruzeiro en el primer partido de la final del Campeonato Mineiro, Dinenno, en el minuto 49 del segundo tiempo, entre Cruzeiro y Atlético. El partido terminó en empate 2-2.

## Estadísticas

### Clubes
Actualizado hasta su último partido disputado el 12 de junio de 2025.
| Club                       | Div.          | Temporada     | Liga  | Liga  | Liga   | Copas nacionales | Copas nacionales | Copas nacionales | Torneos internacionales | Torneos internacionales | Torneos internacionales | Total | Total | Total  |
| Club                       | Div.          | Temporada     | Part. | Goles | Asist. | Part.            | Goles            | Asist.           | Part.                   | Goles                   | Asist.                  | Part. | Goles | Asist. |
| -------------------------- | ------------- | ------------- | ----- | ----- | ------ | ---------------- | ---------------- | ---------------- | ----------------------- | ----------------------- | ----------------------- | ----- | ----- | ------ |
| Racing Club Argentina      | 1.ª           | 2013-14       | 9     | 1     | 0      | —                | —                | —                | —                       | —                       | —                       | 9     | 1     | 0      |
| Racing Club Argentina      | Total club    | Total club    | 9     | 1     | 0      | 0                | 0                | 0                | 0                       | 0                       | 0                       | 9     | 1     | 0      |
| C. A. Temperley Argentina  | 2.ª           | 2014          | 20    | 7     | 0      | —                | —                | —                | —                       | —                       | —                       | 20    | 7     | 0      |
| C. A. Temperley Argentina  | 1.ª           | 2015          | 24    | 2     | 1      | 2                | 1                | 0                | —                       | —                       | —                       | 26    | 3     | 1      |
| C. A. Temperley Argentina  | Total club    | Total club    | 44    | 9     | 1      | 2                | 1                | 0                | 0                       | 0                       | 0                       | 46    | 10    | 1      |
| C. A. Aldosivi Argentina   | 1.ª           | 2016          | 14    | 1     | 0      | —                | —                | —                | —                       | —                       | —                       | 14    | 1     | 0      |
| C. A. Aldosivi Argentina   | 1.ª           | 2016-17       | 3     | 0     | 0      | —                | —                | —                | —                       | —                       | —                       | 3     | 0     | 0      |
| C. A. Aldosivi Argentina   | Total club    | Total club    | 17    | 1     | 0      | 0                | 0                | 0                | 0                       | 0                       | 0                       | 17    | 1     | 0      |
| Deportivo Cuenca · Ecuador | 1.ª           | 2017          | 44    | 19    | 4      | —                | —                | —                | 2                       | 2                       | 0                       | 46    | 21    | 4      |
| Deportivo Cuenca · Ecuador | Total club    | Total club    | 44    | 19    | 4      | 0                | 0                | 0                | 2                       | 2                       | 0                       | 46    | 21    | 4      |
| Barcelona S. C. · Ecuador  | 1.ª           | 2018          | 40    | 16    | 6      | —                | —                | —                | 2                       | 1                       | 0                       | 42    | 17    | 6      |
| Barcelona S. C. · Ecuador  | Total club    | Total club    | 40    | 16    | 6      | 0                | 0                | 0                | 2                       | 1                       | 0                       | 42    | 17    | 6      |
| Deportivo Cali · Colombia  | 1.ª           | 2019          | 48    | 27    | 5      | 8                | 1                | 0                | 4                       | 0                       | 0                       | 60    | 28    | 5      |
| Deportivo Cali · Colombia  | Total club    | Total club    | 48    | 27    | 5      | 8                | 1                | 0                | 4                       | 0                       | 0                       | 60    | 28    | 5      |
| Pumas de la UNAM · México  | 1.ª           | C-2020        | 8     | 4     | 0      | 1                | 1                | 0                | —                       | —                       | —                       | 9     | 5     | 0      |
| Pumas de la UNAM · México  | 1.ª           | 2020-21       | 36    | 16    | 2      | —                | —                | —                | —                       | —                       | —                       | 36    | 16    | 2      |
| Pumas de la UNAM · México  | 1.ª           | 2021-22       | 35    | 10    | 4      | —                | —                | —                | 8                       | 9                       | 0                       | 43    | 19    | 4      |
| Pumas de la UNAM · México  | 1.ª           | 2022-23       | 34    | 14    | 4      | —                | —                | —                | —                       | —                       | —                       | 34    | 14    | 4      |
| Pumas de la UNAM · México  | 1.ª           | A-2023        | 20    | 6     | 0      | —                | —                | —                | 3                       | 0                       | 0                       | 23    | 6     | 0      |
| Pumas de la UNAM · México  | Total club    | Total club    | 133   | 50    | 10     | 1                | 1                | 0                | 11                      | 9                       | 0                       | 145   | 60    | 10     |
| Cruzeiro E. C. · Brasil    | 1.ª           | 2024          | 7     | 3     | 0      | 13               | 5                | 0                | 2                       | 0                       | 0                       | 22    | 8     | 0      |
| Cruzeiro E. C. · Brasil    | 1.ª           | 2025          | 1     | 0     | 0      | 1                | 0                | 0                | 3                       | 0                       | 1                       | 5     | 0     | 1      |
| Cruzeiro E. C. · Brasil    | Total club    | Total club    | 8     | 3     | 0      | 14               | 5                | 0                | 5                       | 0                       | 1                       | 27    | 8     | 1      |
| São Paulo F. C. · Brasil   | 1.ª           | 2025          | 1     | 0     | 0      | —                | —                | —                | —                       | —                       | —                       | 1     | 0     | 0      |
| São Paulo F. C. · Brasil   | Total club    | Total club    | 1     | 0     | 0      | 0                | 0                | 0                | 0                       | 0                       | 0                       | 1     | 0     | 0      |
| Total carrera              | Total carrera | Total carrera | 344   | 126   | 26     | 25               | 8                | 0                | 24                      | 12                      | 1                       | 393   | 146   | 27     |
| 1. 2. 3.                   |               |               |       |       |        |                  |                  |                  |                         |                         |                         |       |       |        |

## Palmarés

### Torneos nacionales
| Título                     | Club      | País      | Año  |
| -------------------------- | --------- | --------- | ---- |
| Ascenso a Primera División | Temperley | Argentina | 2014 |

### Distinciones individuales
| Distinción                                                | Año  |
| --------------------------------------------------------- | ---- |
| Once ideal del Torneo Apertura                            | 2019 |
| Once ideal del Torneo Finalización                        | 2019 |
| Goleador de la Liga de Campeones de la Concacaf (9 goles) | 2022 |
| Balon de oro de la Liga de Campeones de la Concacaf       | 2022 |